# Distrito de Faridkot
Faridkot (en punyabí: ਫਰੀਦਕੋਟ ਜ਼ਿਲਾ) es un distrito de la India en el estado de Punyab. Código ISO: IN.PB.FR.
Comprende una superficie de 1 472 km².
El centro administrativo es la ciudad de Faridkot.

## Demografía
Según censo 2011 contaba con una población total de 618 008 habitantes, de los cuales 290 887 eran mujeres y 327 121, varones.